# Batalla de Lagunillas
La Batalla de Lagunillas  fue una batalla enmarcada en la guerra de Arauco, acaecida el 8 de noviembre de 1557 en las cercanías de Concepción.

## Desarrollo
Este encuentro bélico se realizó en Lagunillas, cuando 600 soldados españoles al mando de García Hurtado de Mendoza se aprontaban a acampar en este lugar caracterizado por ser pantanoso. El tener cubierto los flancos con accidentes naturales era una efectiva defensa natural, ante cualquier ataque indígena. De pronto aparecieron los araucanos en grandes cantidades al mando del toqui Galvarino, gritando ¡aina!, ¡aina! (mapudungún: ¡rápido!,¡rápido!) iniciando un arrollador ataque, que en un primer momento les fue favorable dada la confusión del ataque y la extrema violencia del combate. Particular valentía demostró el toqui Rengo que a mazazos derribaba españoles y yanaconas. Su ímpetu lo llevó a adelantarse demasiado y cuando los hispanos se recuperaron, lo arrinconaron haciéndole retroceder y meterse en el pantano, donde el barro le llegaba a la cintura, seguía luchando con gran bravura y malherido, salvó de morir gracias a la oportuna llegada de sus hombres a socorrerlo. La arremetida tuvo tal estruendo entre mazos, lanzas y espadas, que don Alonso de Ercilla que se encontraba combatiendo, lo describió más tarde en la Araucana: 	

Jamás los alemanes combatieron así de firme a firme y frente a frente.	Ni mano a mano dando y recibiendo golpes sin descanzare manteniente. Un bando dando y otro que vinieron a estar así en el cieno estrechamente. Que echar un paso atrás no podían y dando a prisa a prisa recibían.
 Alonso de Ercilla, La Araucana

## Finaliza el Combate
Gracias a la inmensa asimetría del armamento defensivo (corazas y armaduras),
ofensivo (arcabuces) los españoles lograron rehacerse, aunque las repetidas cargas de caballería no lograron desalojar de sus posiciones a los mapuches, encontrándose éstos, en un bosque protegido por ciénagas y pantanos.
El combate terminó indeciso, aunque se tomaron numerosos prisioneros, entre ellos, numerosos jefes mapuches.

## Cae prisionero Galvarino
Aquí cayó prisionero el toqui Galvarino a quien Hurtado de Mendoza ordenó mutilarlo. Salvaje costumbre de la época, que el toqui aceptó y en un acto de soberbia valentía, inclinó su cabeza sobre el tronco del suplicio, para que se decapitara. Impresionado Hurtado de Mendoza ordenó perdonarle la vida y enviarlo a su tribu como escarmiento que atenuara los ímpetus bélicos de su pueblo. Cual no sería el desencanto del Gobernador, cuando Galvarino agredió violentamente al verdugo y lanzando insultos y amenazas a los huincas, se alejó. No para intimidar a sus conas, si no para arengarles en las futuras batallas.

"No hay datos que permitan estimar las pérdidas de los mapuches. Se sabe que los españoles hicieron a algunos prisioneros. Fray Gil González de San Nicolás, en una carta al concejo de indias, refiere las atrocidades que don García cometió con ellos. Sin embargo el suplicio de Galvarino esta confirmado por otros documentos. En vista del fracaso de las medidas humanitarias, don García quiso escarmentar a los mapuches por el terror. Alonso de Ercilla ha contado el inhumano suplicio en las 10 estrofas últimas del canto XXII de La Araucana. Lo hemos referido, al bosquejar el estoicismo heroico del alma Araucana. Ordenó don García cortarle las dos manos. Galvarino soporto el suplicio sin proferir una queja y conservando en su rostro inmutable serenidad. Pidió, en seguida, que se le matará, sabiéndose ya inútil como guerrero, y en vista que ya no se le oía su ruego, estallo su cólera en insultos a sus verdugos, y cambiando de resolución, corrió a los suyos para exhortarlos a la lucha y a la venganza.
"El suplicio de Galvarino, Historia de Chile de Francisco Encina.